# 赤色立体地図
赤色立体地図（せきしょくりったいちず、英語: Red Relief Image Map）は、地形の可視化手法の1つである。2002年にアジア航測の千葉達朗が発案した。
航空レーザー測量により得られた、数値標高モデルのデータを用いて作成された、方向依存性がない地図であり、どの方向から見ても立体的にみえる。

## 特徴
赤色立体地図は、傾斜と尾根谷度のデータを重ね合わせている。赤色の彩度は傾斜、明度は尾根谷度により決定される。
赤色でなくても立体地図は作成可能であるが、立体感が最も強く表れる色として赤色が利用された。

## 経緯
青木ケ原樹海の調査時に、航空レーザー測量では観測できている複雑な地形が地形図では適切に表示されていないことを踏まえて、航空レーザー測量の成果を地図に表現するための新たな方法を考案してできた。

## 評価
ジオパークにおいて、大局的な地形の理解や、興味関心の生起の観点から、地形図より有用との報告がある。
2014年にグッドデザイン賞を受賞した。

## その他
2017年4月1日から一部データの無料公開が開始された。
また、2018年6月6日から、地理院地図でも赤色立体地図が閲覧できる。